# Veniamin Mandrykin
 (janvier 2021).
Veniamin Anatolyevich Mandrykin (en russe : Вениамин Анатольевич Мандрыкин, Veniamine Anatolievitch Mandrykine), né le 30 août 1981 à Orenbourg (république socialiste fédérative soviétique de Russie, URSS) et mort le 6 août 2023 à Moscou (Russie), est un footballeur russe qui jouait au poste de gardien de but.

## Biographie

### Carrière
Veniamin Mandrykin est formé à l'académie des jeunes du FK Alania Vladikavkaz en 1997 et devient professionnel à 17 ans.
En 1998, il fait ses débuts en championnat russe pour le club d'Alania avec lequel il fait finalement 46 apparitions avant de rejoindre le CSKA Moscou en 2002. 
N'ayant que peu de temps de jeu, il est prêté à Tom Tomsk en 2008, au FK Rostov en 2009 puis au FK Spartak Naltchik en 2010.
Veniamin Mandrykin a représenté la Russie dans différentes section d'âges, en 1998, il joue la coupe d'Europe des moins de 18 ans et a 12 capes en équipe de moins de 21 ans.
Il représente l'équipe nationale de Russie pour la première fois en février 2003 contre l'équipe de Chypre.

### L'accident
Le 10 novembre 2010, Veniamin Mandrykin percute un arbre après avoir tenté d'échapper à un contrôle de police. Il s'en sort avec une fracture vertébrale et des blessures à la moelle épinière. Ses deux passagères (deux femmes, âgées de 19 et 20) sont plus légèrement blessées. Deux de ses coéquipiers du FC Dinamo Briansk qui étaient eux aussi dans la voiture, Maksim Fiodorov et Marat Magkeyev, s'en sortiront presque indemnes. 
En février 2011, Veniamin Mandrykin était encore en soins intensifs. Il passe sous traitement en avril. Pour le soutenir, ses coéquipiers de FC D. Briansk, ont commencé leur premier match de la saison avec des maillots à son effigie, où il était marqué « Nous sommes ensemble ! Tu vas guérir ».